# Bourke Place
Bourke Place – wieżowiec w Melbourne, w stanie Wiktoria, w Australii, o wysokości 254 m. Budynek został otwarty w 1991, posiada 51 kondygnacji.